# Sanaga

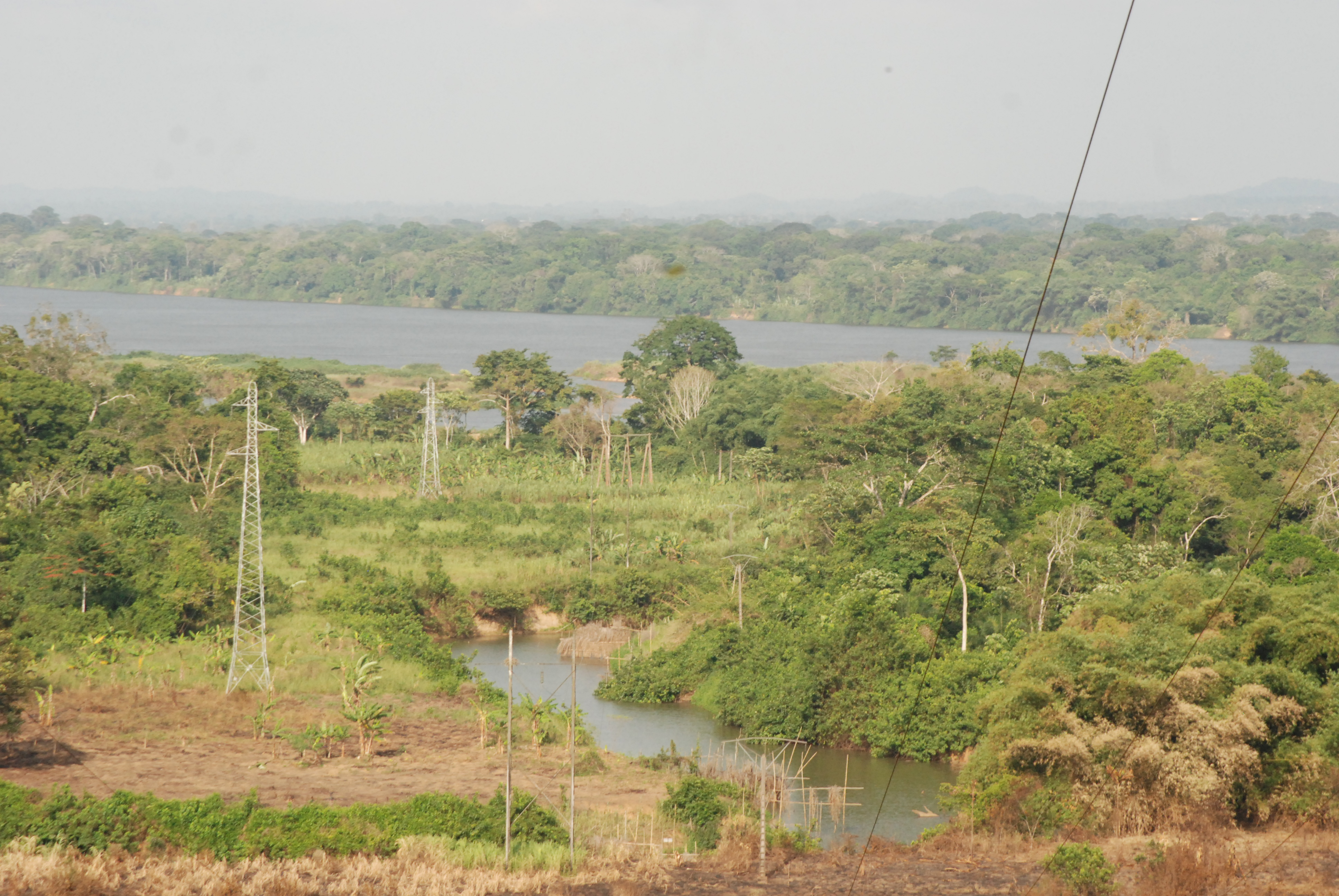
Wald rund um den Sanaga bei Edea, in der Region Littoral

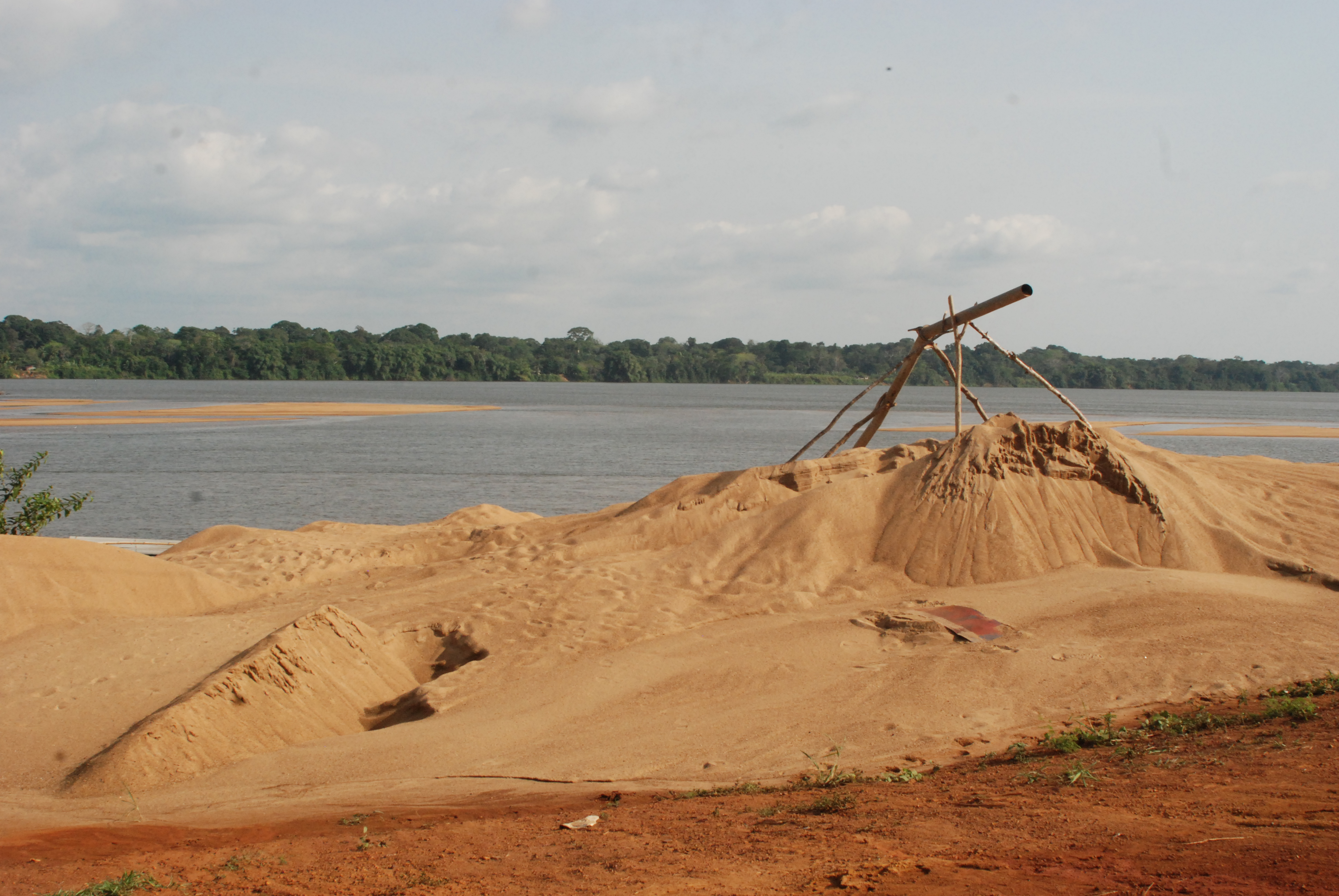
Rund um den Sanaga bei Edea

Der Sanaga ist mit einer Länge von 582 Kilometern (mit Djérem 976) der längste Fluss im zentralafrikanischen Kamerun. Auch stellt sein Einzugsgebiet mit 28,6 % der Landesfläche das größte Kameruns dar.

## Verlauf
Er hat zwei Quellflüsse, den Djérem und den Lom. Der Djérem entspringt im Hochland von Adamaua auf 1150 m, der Lom im Hochland von Jadé auf 1200 m. Der Sanaga trägt seinen Namen in den meisten Quellen nach dem Zusammenfluss des Lom mit dem Djérem. Die grobe Fließrichtung des Sanagas orientiert sich von Ostnordosten nach Westsüdwesten. Die Vegetation entlang des Oberlaufs ist zum Großteil Baumsavanne, wandelt sich jedoch zum Mittel- und Unterlauf in Tropischen Regenwald. Im Unterlauf bildet er abschnittsweise die Grenze zwischen beiden Vegetationsbereichen.
Unterhalb von Edéa beginnt die Schiffbarkeit bis zur Küste, wo der Sanaga in den Atlantischen Ozean mündet.
Der größte Nebenflüsse des Sanaga ist der Mbam.

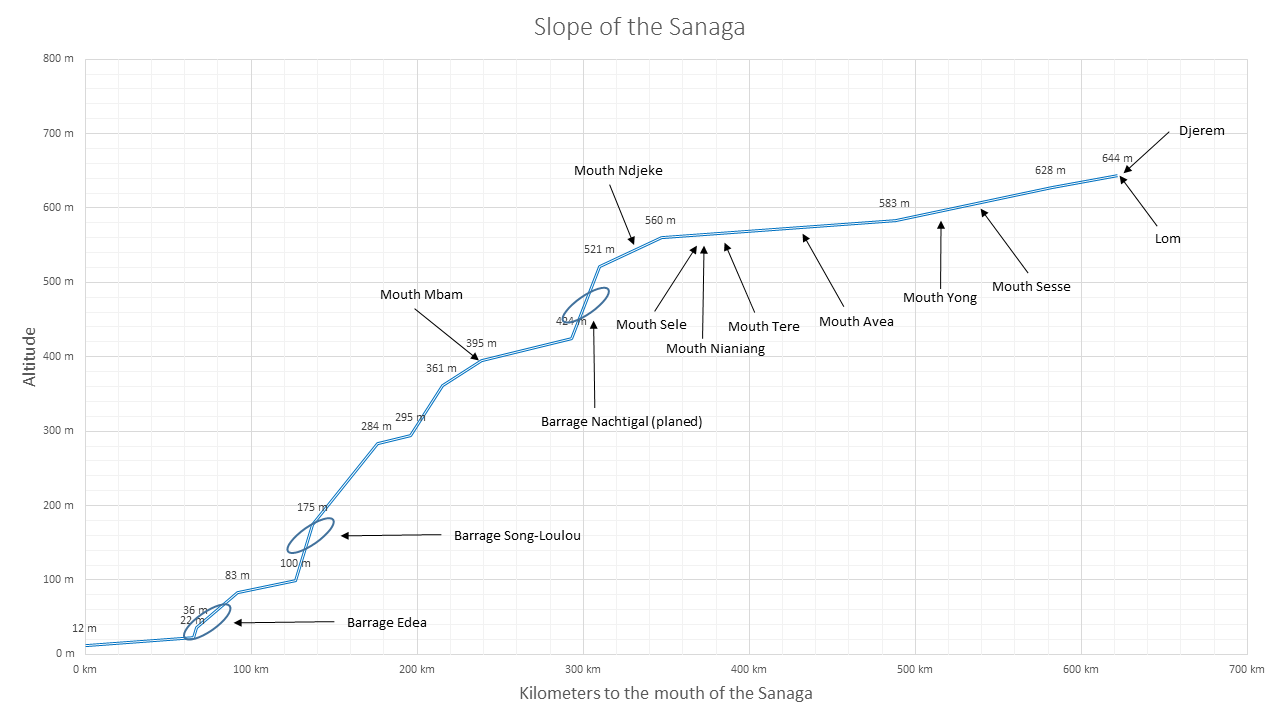
Grafische Darstellung des Sohlengefälles des Sanaga

## Hydrometrie
Die Durchflussmenge des Flusses wurde 37 Jahre lang (1943–1980) in Edéa, etwa 70 km oberhalb der Mündung in m³/s gemessen.
- Diagrammdaten:
- Definition |
- Rohdaten |
- Hilfe

## Einzugsgebiet
Je nach Quelle wird das Einzugsgebiet mit Werten zwischen 132.990 und 133.432 km² angegeben. Es befindet sich fast ausschließlich in Kamerun. Nur kleine Teile des Einzugsgebietes des Lom im Osten und des Mbam im Westen erstrecken sich mit etwa 800 km² bis in die Zentralafrikanische Republik, beziehungsweise mit etwa 600 km² nach Nigeria.

## Abflussmanagement
Bedingt durch die starken jahreszeitlichen Abflussschwankungen des Sanaga (Faktor 10), wurde im System des Flusses eine Kombination von Reservoirs angelegt. Der Mbakaou-See, das Bamendjing- und das Mapé-Reservoir, sowie weitere kleinere Reservoirs, dienen dabei nicht direkt der Stromerzeugung. Der nationale Energieerzeuger Eneo (ehemals AES Sonel) verwendet diese Stauseen zur Wassermengenregulierung des Sanaga. Dadurch werden die Abflussschwankungen des Sanaga ausgeglichen und die Stromerzeugung der Kraftwerke Edéa und Song Loulou am Unterlauf des Sanaga optimiert, die den nötigen Strom zur Aluminium Herstellung in der Region liefern. Zusätzlich wurde am Lom das Kraftwerk Lom Pangar errichtet, dessen Stausee 6 Mrd. m³ Wasser speichern kann, das aber neben dem Speicherfaktor auch zur Energiegewinnung genutzt wird.